# Кинкардин (Онтарио)
Кинкардин (енгл. Kincardine) је општина у Канади у покрајини Онтарио. Према резултатима пописа 2011. у општини је живело 11.174 становника.

## Становништво
Према резултатима пописа становништва из 2011. у граду је живело 11.174 становника, што је за 0,0% више у односу на попис из 2006. када је регистровано 11.173 житеља.
| 2006.  | 2011.  |
| ------ | ------ |
| 11.173 | 11.174 |